# Iglesia de San Pedro (Arriarán)
La iglesia de San Pedro es un inmueble de la localidad española de Arriarán, en la provincia de Guipúzcoa.

## Descripción
El edificio se encuentra en la localidad española de Arriarán, del municipio de Beasáin, perteneciente a la provincia de Guipúzcoa, en la comunidad autónoma del País Vasco. Se menciona como iglesia parroquial del lugar en el Diccionario histórico-geográfico-descriptivo de los pueblos, valles, partidos, alcaldías y uniones de Guipúzcoa (1862) de Pablo de Gorosábel, donde aparece descrita con las siguientes palabras:

La iglesia parroquial de este concejo es de la advocacion de San Pedro; la cual se halla servida por un vicario. Su provision corresponde en el dia al conde de Villafranca de Gaitan, patrono divisero de ella, como poseedor de la casa solar de Arriarán, en virtud de algunas concesiones pontificias. Los poseedores de la misma casa fueron confirmados en este patronato con el goce de las tres cuartas partes de diezmos por real cédula librada en Madrid á 20 de julio de 1712, fundada principalmente en la posesion inmemorial. Los curas de esta iglesia no percibian en los antiguo diezmo alguno; sino que los patronos llevaban todos ellos, dándoles por única asignacion veinte ducados en dinero. En el año de 1618 se hizo entre ambas partes un convenio; en cuya virtud el patrono en lugar de la expresada dotacion les cedió la cuarta parte de los diezmos, reservándose las otras tres cuartas partes. Es el último arreglo sobre los derechos del patrono en esta iglesia.
(Gorosábel, 1862, p. 55)